# The Unfortunate Policeman
The Unfortunate Policeman – brytyjski krótkometrażowy film z 1905 roku.

## Fabuła
Przed sklepem pracują dwaj malarze odnawiający elewację. Po chwili ze sklepu wychodzi kobieta i oderwawszy od pracy jednego z nich częstuje go przyniesioną filiżanką gorącego napoju. Tenże flirtując z kobietą wypija napój i wraca do pracy. Następnie przed sklepem pojawia się policjant do którego kokietując podchodzi owa kobieta. Malarz, którego owa kobieta poczęstowała napojem zauważywszy to wylewa na policjanta farbę. Od tej pory rozpoczyna się pościg policjanta za malarzem, w którym policjant co i rusz na kogoś wpada lub potrąca czyniąc szkodę tym osobom w efekcie czego sam staje się obiektem pościgu tychże.   